# Governació de Daraa

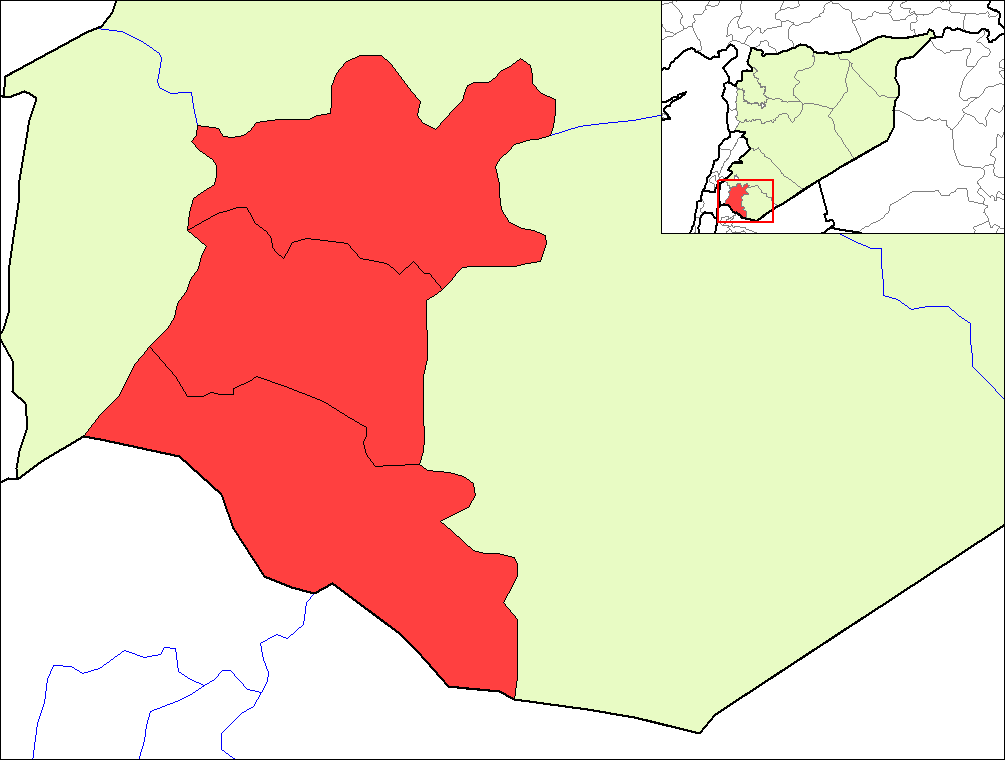
Mapa de Síria i localització de la governació de Dar'a, dividida en els seus tres districtes, el primer de dalt a baix és el districte d'Al Sanamay, en el mitjà de la divisió el districte d'Izra i a baix el districte de Dar'a.

La governació o muhàfadha de Daraa (àrab: محافظة درعة, muẖāfaẓat Darʿa) és una de les catorze divisions administratives (muhàfadhes) de Síria al sud-oest del país, a grans trets l'antic Hauran. És una La superfície és de 3.730 km² i la població de 916.000 habitants (estimació del 2007). La capital és Daraa.

## Geografia
La governació de Dar'a està situada a la part sud-oest del país. Limita amb les governacions de Rif Dimashq, Al-Qunaytirah, As-Suwayda, i amb el Regne Haiximita de Jordània. Està dividida al seu torn en tres districtes, Dar'a, Izra i Al Sanamay. La capital d'aquesta governació és la ciutat de Dar'a. És important històricament la ciutat de Bosra.

## Població
Té una superfície de 3.730 quilòmetres quadrats i una població de 916.000 habitants (estimacions del 2007). La densitat poblacional d'aquesta província siriana és de 245,57 habitants per cada quilòmetre quadrat de la governació.